# 2005-ös UEFA-kupa-döntő
A 2005-ös UEFA-kupa-döntő 2005. május 18-án került megrendezésre a lisszaboni EJosé Alvalade Stadionban a portugál Sporting és az orosz CSZKA Moszkva csapatai között.
A mérkőzést a CSZKA Moszkva nyerte 3–1-re és ezáltal ők lettek az első orosz csapat, amely rangos európai kupát nyert.

## A döntő részletei
| 2005. május 18. 20:45 (CET) | Sporting    | 1 – 3                 | CSZKA Moszkva                              | José Alvalade Stadion, Lisszabon Nézőszám: 47 085 Játékvezető: Graham Poll (Anglia) |
| 2005. május 18. 20:45 (CET) | Rogério 29' | (1 – 0) (Jegyzőkönyv) | Berezuckij 56' Zsirkov 65' Vágner Love 75' | José Alvalade Stadion, Lisszabon Nézőszám: 47 085 Játékvezető: Graham Poll (Anglia) |

| Sporting | CSZKA Moszkva |

| SPORTING: |    |                      |
| |    |                      |
| GK | 76 | Ricardo              |
| RB | 15 | Miguel Garcia        |
| CB | 14 | Joseph Enakarhire    |
| CB | 22 | Beto                 |
| LB | 11 | Rodrigo Tello        |
| DM | 26 | Fábio Rochemback     |
| CM | 28 | João Moutinho 88'    |
| RM | 37 | Rogério 80'          |
| LM | 8  | Pedro Barbosa 14'    |
| CF | 31 | Liédson              |
| CF | 10 | Ricardo Sá Pinto 73' |
| Cserék: |    |                      |
| GK | 1  | Nélson               |
| DF | 4  | Anderson Polga       |
| DF | 27 | Custódio             |
| MF | 45 | Hugo Viana 88'       |
| MF | 23 | Rui Jorge            |
| FW | 9  | Marius Niculae 73'   |
| FW | 17 | Roudolphe Douala 80' |
| Vezetőedző: |    |                      |
| José Peseiro Mérkőzés embere: Daniel Carvalho Asszisztensek: Michael Tingey Glenn Turner 4. számú játékvezető: Steve Bennett |    |                      |

| CSZKA MOSZKVA:   |    |                        |
|                  |    |                        |
| GK               | 35 | Igor Akinfejev         |
| RB               | 24 | Vaszilij Berezuckij    |
| CB               | 4  | Szergej Ignasevics (C) |
| CB               | 6  | Alekszej Berezuckij    |
| LB               | 15 | Chidi Odiah            |
| CM               | 22 | Jevgenyij Aldonyin 86' |
| CM               | 25 | Elvir Rahimić          |
| RW               | 7  | Daniel Carvalho 82'    |
| LW               | 18 | Jurij Zsirkov          |
| CF               | 11 | Vágner Love            |
| CF               | 9  | Ivica Olić 67'         |
| Cserék:          |    |                        |
| GK               | 1  | Veniamin Mandrikin     |
| MF               | 2  | Deividas Šemberas 82'  |
| MF               | 8  | Rolan Guszev 86'       |
| MF               | 10 | Osmar Ferreyra         |
| MF               | 19 | Juris Laizāns          |
| MF               | 40 | Alekszandr Szalugin    |
| FW               | 17 | Miloš Krasić 67'       |
| Vezetőedző:      |    |                        |
| Valerij Gazzajev |    |                        |

## Lásd még
- 2004–2005-ös UEFA-kupa